# Santa Anastàsia (Montseny)
Santa Anastàsia era una capella del municipi de Montseny (Vallès Oriental) inclosa en l'Inventari del Patrimoni Arquitectònic de Catalunya.

## Descripció
La capella de Santa Anastàsia, al costat dels masos de Can Cervera i Can Jovany està avui en ruïnes. Les restes han estat consolidades i es mantenen en bon estat. Va quedar abandonada el 1936, fins que fou destruïda barroerament pel propietari del lloc per a apropiar-se-la devers 1940. Solament se'n conserven l'ara de l'altar, que està a l'altar de Sant Julià del Montseny, i la predel·la de tres taules, amb les imatges de santa Elena, sant Pere i sant Esteve. Era un edifici del segle xii, però no n'hi ha document anterior al segle xvii

## Història
Santa Anastàsia presidia el veïnat de Vila-seca. En tenim algunes referències en les visites pastorals. No se sap amb exactitud quan va ser construït.